# 로잔느 슈퍼놀트
로잰 수퍼놀트(Roseanne Supernault)는 캐나다의 배우이다.

## 영화
- 둠스데이: 지구 최후의 날 (2011) - 레이븐 역
- 라스트 워리어 (2016, The Northlander)
- Neither Wolf Nor Dog (2016)